# Lazarus Ledd
Lazarus Ledd es una historieta italiana de ciencia ficción y aventuras de la casa Star Comics, creada por Ade Capone en 1992. Se trata del más duradero de los llamados bonellidi.

## Trayectoria editorial
El personaje de Lazarus Ledd apareció por primera vez en el álbum número 0, que fue presentado en Lucca Comics en octubre de 1992 por su creador, Ade Capone, y la editorial Star Comics. La serie regular salió a la venta en julio de 1993. Gracias a su éxito, paralelamente fue editada la serie Extra, por un total de 27 álbumes (noviembre de 1994-agosto de 2009). A mediados de 2004, Capone decidió que la periodicidad fuera bimestral: como la operación no tuvo éxito y era imposible volver a la periodicidad mensual, se decidió cerrar la serie regular con el número 151 y continuar solo con la publicación de los Extra. También se publicaron álbumes especiales y fuera de serie. El número 152, titulado "The End", fue editado sólo en octubre de 2017 por la Editoriale Cosmo. Se trata de una historia escrita por Ade Capone, con guion del mismo Capone, Leo Ortolani y Giovanni Barbieri; el final fue ideado por Ortolani, debido a la muerte prematura de Capone.
Los primeros doce números de Lazarus Ledd fueron reeditados por If Edizioni, junto a algunas historias breves, en seis grandes álbumes, con portadas inéditas de Alessandro Bocci.

## Argumento y personajes
En el pasado, con otro rostro y otro nombre (Ronald Gordon), Lazarus Ledd formaba parte del "Cuerpo Especial COBRA" (Cover Operation Branch for Rapid Actions), unidad militar del gobierno encargada de misiones secretas, que fue disuelto tras un escándalo por tráfico de drogas.
Con su nueva identidad, Lazarus (también llamado Larry) vive en Nueva York, trabajando como taxista y, posteriormente, como periodista independiente colaborando con el diario New York Bugle.
Inicialmente bajo amenaza de hacer público su pasado de agente especial, y luego por voluntad propia, Lazarus ayuda a una misteriosa organización clandestina que lucha contra el crimen. Mediante esta organización, Lazarus vuelve a su vieja vida de hombre de acción, pese a su deseo de una vida normal y tranquila.
En su vida, Lazarus ha tenido dos historias de amor importantes: la primera con la periodista Meg Ryan, que resultó imposible por el rechazo por parte de Meg de aceptar la vida peligrosa de su pareja; la otra con Vivian, una dibujante de cómics con una identidad secreta, la de Gata Ladrona, una especie de Robin Hood moderno, quien roba a los ricos para ayudar un refugio para indigentes. También esta historia se acabó, cuando Vivian perdió al niño que llevaba en el vientre, debido a una confrontación entre Lazarus y un enemigo suyo.

## Crossovers
Lazarus Ledd ha sido protagonista de varios crossovers con otros personajes de Star Comics o de otras editoriales: Martin Mystère, Samuel Sand, Erinni, Lazzaro Sant'Andrea, Nicolas Eymerich y Rat-Man. Además, Capone escribió un cruce entre su personaje y Sam Fisher, protagonista de la saga de videojuegos Splinter Cell, coproducido por Ubisoft.

## Autores

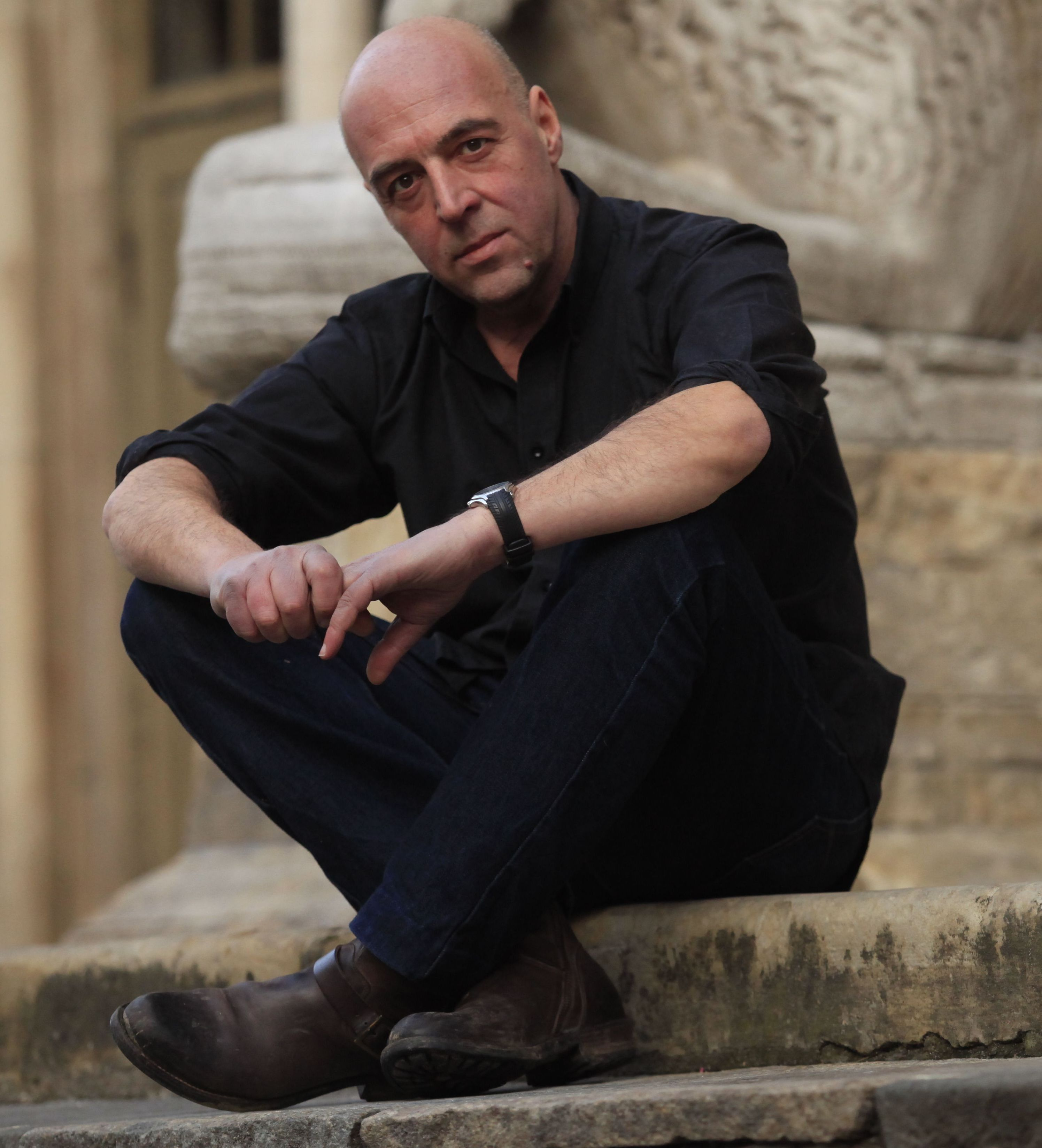
Ade Capone, creador de Lazarus Ledd.

### Guionistas
Ade Capone, Marco Abate, Giovanni Berbieri, Davide Cavagnero, Massimiliano De Giovanni, Valerio Evangelisti, Andea Iovinelli, Leo Ortolani, Paolo Terraciano, Luca Tiraboschi, Marcello Toninelli, Stefano Vietti.

### Dibujantes
Mario Alberti, Sergio Anelli, Massimiliano Avogadro, Emanuele Barison, Fabio Bartolini, Riccardo Bogani, Andrea Bianchi Carnevale, Paolo Bisi, Alessandro Bocci, Jacopo Brandi, Giuseppe Candita, Ivan Cappiello, Giampietro Costa, Michele Cropera, Fabio D'Agata, Andrea Da Rold, Giuseppe D'Elia, Beniamino Del Vecchio, Giulio De Vita, Giuseppe Di Bernardo, Valentino Forlini, Alessio Fortunato, Massimo Gamberi, Alberto Gennari, Sergio Gerasi, Sara Guidi, Matteo Mosca, Andrea Mutti, Stefano Natali, Alessandro Nespolino, Giancarlo Olivares, Alfredo Orlandi, Fabio Pezzi, Stefano Raffaele, Armando Rossi, Mario Rossi (Majo), Dario Sansone, Stefano Santoro, Gigi Simeoni (Sime), Salvatore Velluto, Ivan Vitolo.